# LIAZ

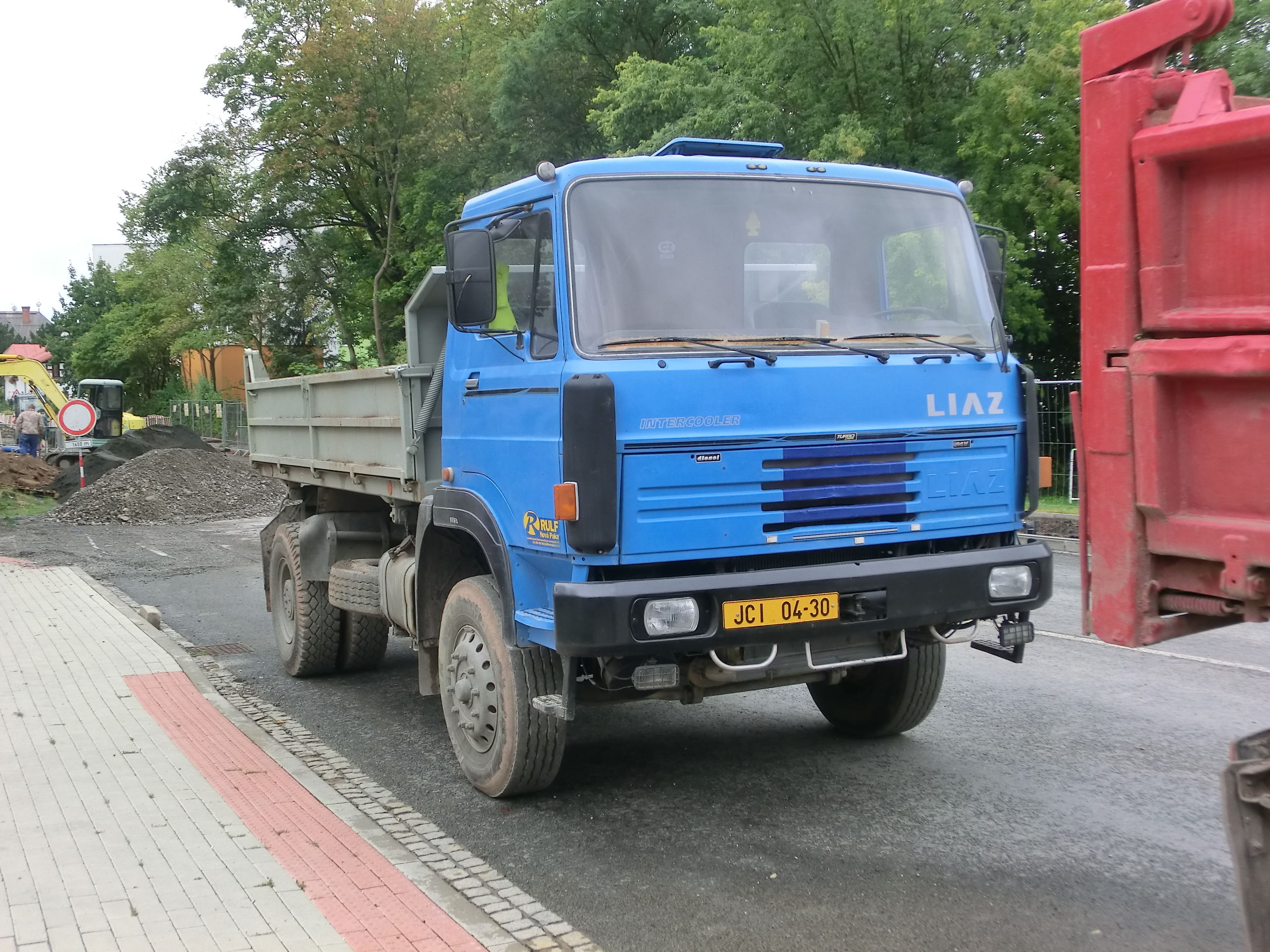
LIAZ-150.261

LIAZ (Ліберецькі автомобільні заводи) — чехословацька і чеська автомобільна компанія.

## Історія
У 1869 інженер Еміль Шкода заснував невелике механічне підприємство в місті Пльзень. Незабаром воно перетворилося в одне з найбільших у всій Австро-Угорській імперії. З 1905 року тут почалося виробництво важких армійських вантажних автомобілів і тягачів. А з початком Першої світової війни завод повністю переключився на військові замовлення.
Після війни завод Шкода виявився на території щойно проголошеної Чехословаччини і почав випуск нових 3-тонних вантажівок. Після окупації Чехословаччини гітлерівцями в 1939 році завод був переданий в їх розпорядження і протягом Другої світової війни випускав військову продукцію для потреб Вермахту, в тому числі і вантажні автомобілі.
Відразу після звільнення Чехословаччини завод був перенесений в Летняни (передмістя Праги) на територію колишнього авіабудівного заводу «Авіа». Виробництво почалося з вантажівок Skoda 706, розроблених ще в кінці 30-х років. Однак у зв'язку з поновленням виробництва літаків завод вантажних автомобілів в 1951 році був перенесений в Леберецкую область і включений до складу групи підприємств. Продукція заводу стала поставлятися на експорт, переважно до країн соцтабору. У 1957 році був розроблений і запущений в серію вантажівка нового покоління Škoda 706RT, головною відмінністю якого стала оригінальна кабіна над двигуном. У 1966 році до них додалися аналогічні моделі серії 706MT, але з більш потужним двигуном. Ці покоління вантажних автомобілів визначили долю заводу на наступні три десятиліття. Вантажні автомобілі та тягачі під маркою «Skoda», завдяки своїй якості та надійності, стали популярними не тільки в соцкраїнах Європи, але і в Китаї, КНДР, В'єтнамі, Єгипті і Сирії. Зокрема, в Китаї випускалися клони чехословацьких «Шкод».
Особливим покупцем чехословацьких вантажівок був СРСР. Сюди, починаючи з кінця 50-х років, поставлялися бортові вантажівки, самоскиди, а також тягачі з напівпричепами-рефрижераторами, які в 60-80-х роках стали справжньою візитною карткою радянських далекобійників. Такі рефрижераторні автопоїзда використовувалися в міжрайонних та міжреспубліканських вантажоперевезеннях, а також їздили по міжнародних маршрутах, в основному соцкраїни. На ранніх етапах їх експлуатантом був навіть Совтрансавто.
Розробка нового покоління важких дорожніх вантажівок для заміни серій RT і MT почалася ще в 1960-х роках.
Перші вантажівки тепер уже під маркою LIAZ з'явилися в 1973, моделі 100.05 і 100.45. Завод сподівався з їх допомогою вийти і на західний ринок. Однак цього не сталося. В СРСР вантажні автомобілі LIAZ 100-ї серії почали поставлятися лише з 1982 року переважно в якості далекобійних автопоїздів-рефрижераторів. Незважаючи на запуск в серійне виробництво нової 100-ї серії, моделі старих родин 706RT і 706MT протрималися у виробництві аж до другої половини 1980-х років.
Розпад РЕВа і соцтабору серйозно вплинув на LIAZ. Експорт різко скоротився, тому скоротилося виробництво.
У вересні 1995 завод перейшов під контроль підприємства важкого машинобудування Skoda.
З 1997 почалося серійне виробництво нового сімейства 400. 5 вересня 2003 року виробництво повністю зупинилося. У тому ж році підприємство викупила приватна компанія Tedom.